# Palau dels Ducs d'Aveiro
El Palau dels Ducs d'Aveiro és a la freguesia de Sâo Lourenço, municipi de Setúbal. El Palau dels Ducs d'Aveiro és un edifici majestuós del Renaixement. Va ser manat construir per Jordi de Lencastre entre 1521-37.
Poc vulgar per la seua façana monumental, adopta una planta en U. Les finestres són característiques de l'estil manierista, tal com la gran porta noble, encimada per la finestra central, en un conjunt molt típic de l'art manierista. La façana es divideix per bandes verticals i les cantonades en acabament rústic (opus rusticum) també molt característic. D'arquitectura un poc freda, el palau conserva, malgrat això, una bella façana lateral sobre els jardins, amb una gran columnata formant una extensa barana que per la seua elegància i dimensions mostra com l'arquitectura portuguesa aprofità les columnates i loggia que havien sorgit a la regió a mitjan segle XVI.
El seu destí quedà marcat el 12 de gener de 1759 quan fou confiscat amb tots els béns de la família Távora, que era la propietària del palau llavors, i fou aquesta l'única propietat que fou estalviada a la demolició, tot i que el blasó fou picat.
De l'interior palatí poc més resta que els amplis salons, amb els carreus de manisetes a mitjana alçada, perquè el palau fou saquejat durant la presó de l'últim duc d'Aveiro, acusat d'implicació en l'atemptat contra D. José, el 1758. La major part d'aquests bells taulells daten del segle xvii, probablement de les obres realitzades per Álvaro de Lencastre, 3r duc d'Aveiro, que fixà residència quasi permanent a Azeitão, a partir de finals del s. XVI, i que van donar molta sumptuositat al palau. Altres obres, que alteren la lectura original del conjunt, són afegits fets per l'últim titular de la propietat i pels ocupants que li van succeir, al llarg del segle xviii.
Pertanyia al 1969 a Joaquim António Carvalho de Olivera, i actualment és propietat privada, tot i que es trobe en estat d'abandó.(1)